# Miguel Mujica Gallo
Miguel Elías Mujica Gallo, (Lima, Pérou, 27 mars 1910 - Lima, 11 août 2001) était un homme d'affaires, commerçant, homme politique et diplomate péruvien. 
Grand chasseur au gros gibier, collectionneur passionné, il a fondé le Musée de l'or du Pérou et des armes du monde, pour lequel il a ensuite créé une Fondation pour assurer sa croissance, sa conservation et son rayonnement. 
Impliqué un temps dans la vie politique péruvienne, il a été nommé président du Conseil des ministres et ministre des Affaires étrangères du Pérou dans le dernier gouvernement de la première présidence de Fernando Belaúnde Terry, mais seulement pour quelques heures, puisque le lendemain de sa prestation de serment a eu lieu le coup d'État du général Juan Velasco Alvarado, le 3 octobre 1968. 
Il a également été président du Club Nacional (Lima) - une association civile péruvienne - à différentes occasions.

## Biographie
Ses parents étaient Manuel Mujica Carassa et Victoria Gallo Porras. Il était le frère de Manuel Mujica Gallo fondateur du journal Expreso (es). Leur père possédait l'une des plus grandes fortunes du Pérou, fondée principalement sur des exploitations agricoles, des mines, des banques, etc.
Il a étudié au Colegio Sagrados Corazones Recoleta et au Colegio Nuestra Señora de Guadalupe de Lima. Il s'est ensuite installé en Angleterre, où il a étudié l'agronomie au Wye College, à l'Université de Londres et au Royal College de Cirencester. 
A son retour au Pérou, il se consacre à la promotion des entreprises agricoles de Peru S.A. et de San Ramon et fait des incursions dans le domaine bancaire et financier : il est directeur fondateur de la Banque de Lima et de la compagnie d'assurance La Nacional.
Il a épousé Aída Diez-Canseco Bernales à Lima, avec qui il a eu sept enfants.  

## Collectionneur
Chasseur : Il a commencé à chasser dans les Andes et dans l'est du Pérou, puis il a participé à plusieurs safaris en Afrique, où il a chassé du gros gibier comme les éléphants, les lions, les hippopotames, etc. 
Il allait également en Inde, où il a tué un tigre du Bengale dont la taille était considérée comme un record mondial pour l'espèce. 

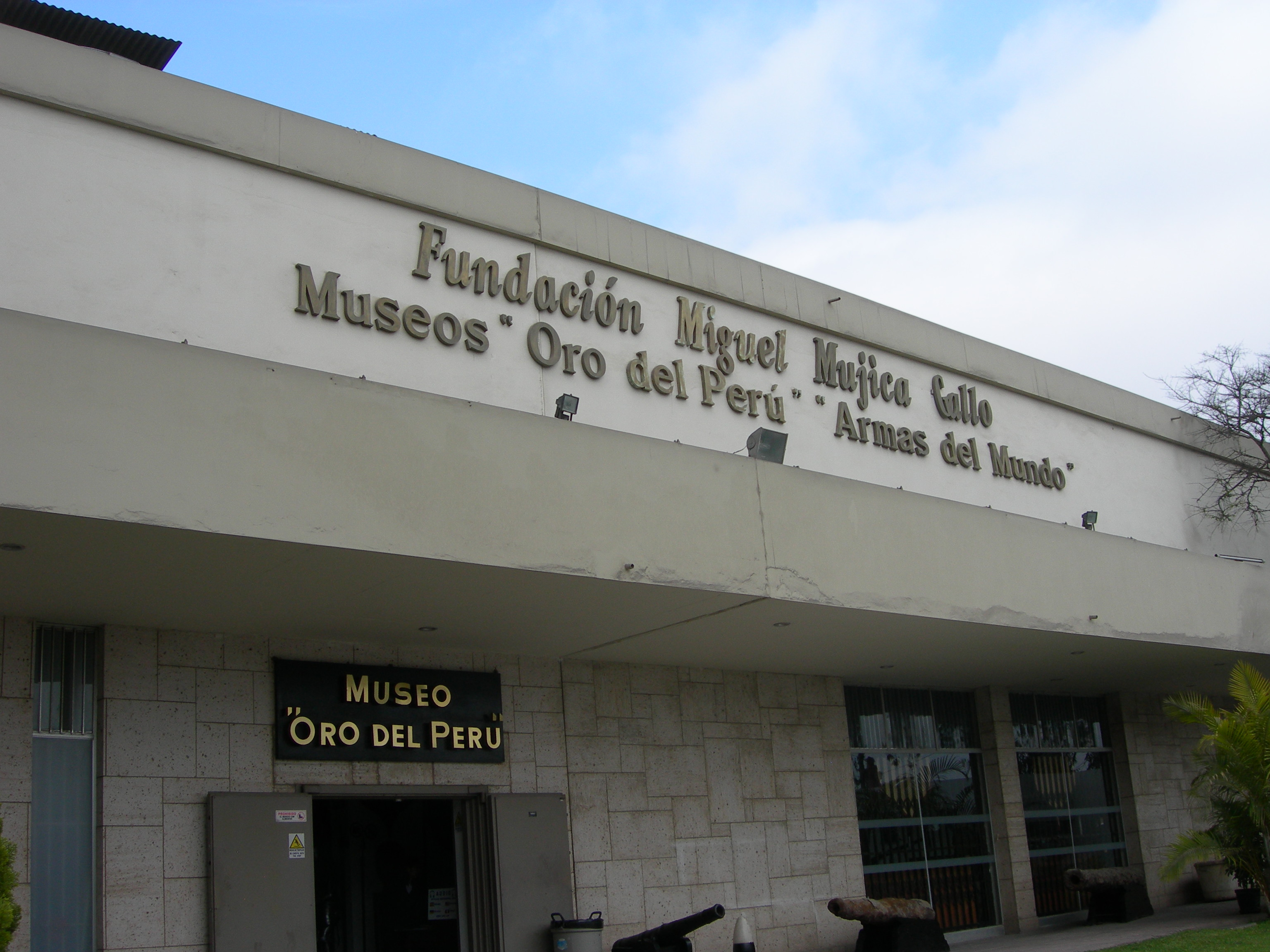
Entrée du Musée de l'or du Pérou.

Collectionneur d'armes : Il a également développé un penchant pour la collection d'armes anciennes, qu'il a obtenues un peu partout dans le monde entier. Beaucoup de ces pièces, dont la plus ancienne date du XIIIe siècle, sont inestimables. 
Vingt mille armes de tous les temps et de tous les pays sont exposées dans le musée et forment l'une des plus importantes collections au monde, pour sa quantité, sa qualité, son état superbe.
Art péruvien : En une occasion, il lui a été proposé d'acheter 300 pièces d'orfèvrerie d'or et d'argent, volées par les huaqueros (pillards des huacas) sur les sites archéologiques précolombiens du nord du Pérou. Alors qu'il ne s'intéressait qu'à un tumi - sorte de couteau sacrificiel artistiquement sculpté en or - le vendeur aurait refusé de lui céder, s'il ne prenait pas l'ensemble des pièces. Selon d'autres sources, c'est à la demande de sa femme Aida, qu'il finit par acheter tous les artefacts.
Ce fut le début d'une éblouissante collection de pièces d'orfèvrerie des civilisations précolombiennes péruviennes (Lambayeque, Moche, Chimú, Inca, etc.)  qu'il rassembla au fil des ans. Sous les auspices du gouvernement péruvien, il les a ensuite exposées dans de nombreux pays d'Amérique et d'Europe. 

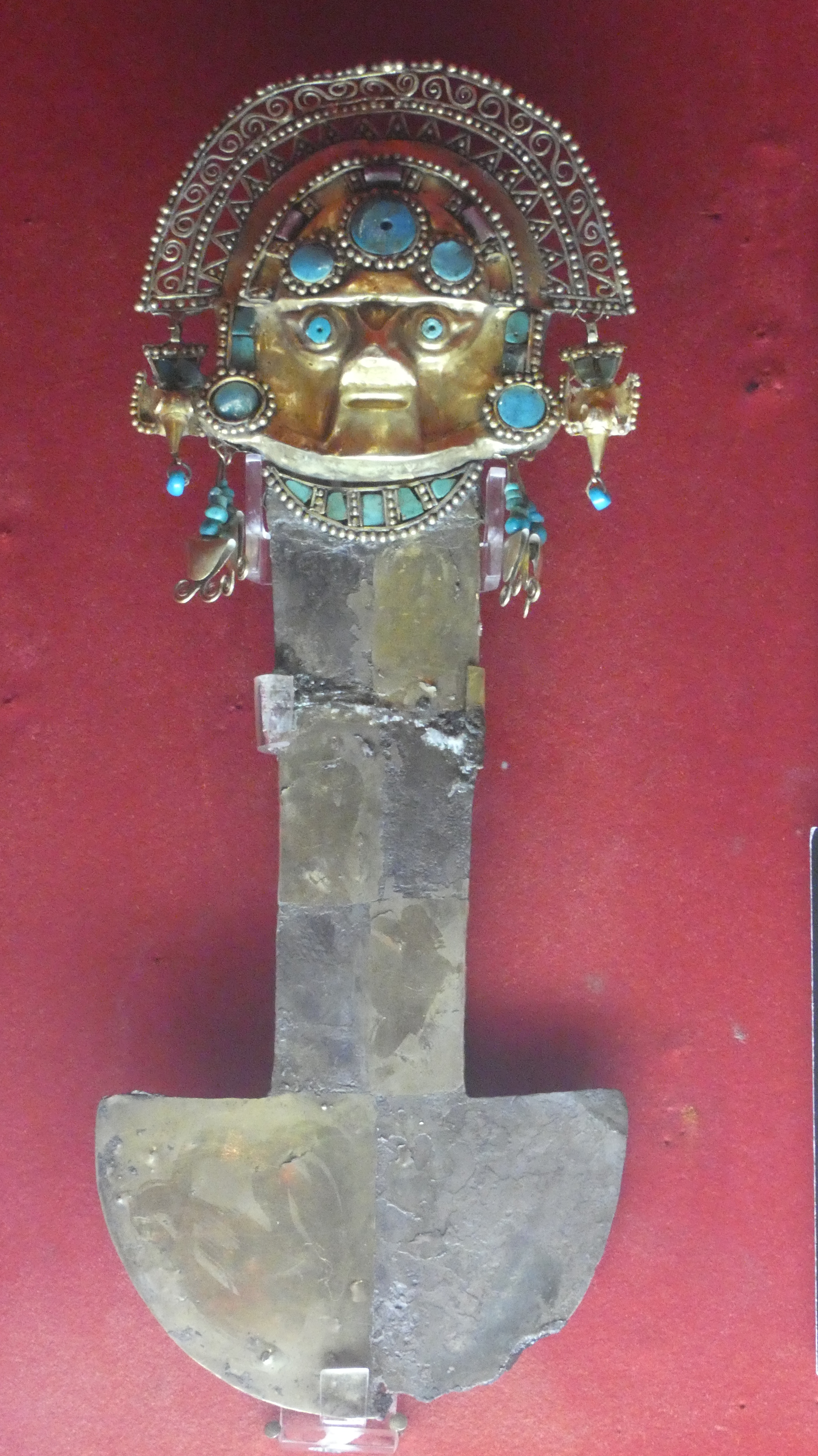
Un tumi de la collection Mujica Gallo.

À partir de cette collection d'antiquités et d'armes, il a fondé le Musée de l'or du Pérou, situé dans le quartier de Santiago de Surco à Lima. Il a ensuite créé une institution pour administrer le Musée ; la Fondation Miguel Mujica Gallo qui est actuellement dirigée par sa fille Victoria Mujica Diez Canseco. En 1993, Mujica a fait don de ses collections précolombiennes et d'armes du monde à l'État péruvien.

## Carrière politique
Sa participation météoritique à la vie gouvernementale péruvienne a commencé lorsque le président Belaúnde a décidé, au début d'octobre 1968, de former un cabinet composé exclusivement de personnalités indépendantes, compte tenu de la situation critique à laquelle son régime était confronté. Le cabinet précédent dirigé par Oswaldo Hercelles García (es) venait de démissionner le 1er octobre à la suite du scandale dit de la "page 11" relatif à la vente de pétrole brut entre une société d'état et l'International Petroleum Company (IPC). 
Le nouveau cabinet, dirigé par Mujica, a prêté serment le 2 octobre 1968, mais quelques heures plus tard, à 2 heures du matin le lendemain, un coup d'État mené par une junte militaire dirigée par le général Juan Velasco Alvarado a eu lieu et a mis en place un "Gouvernement révolutionnaire des Forces armées", mettant ainsi fin au mandat de Mujica Gallo.
Mujica a souvent commenté avec humour "qu'il avait été nommé à la présidence du meilleur cabinet de l'histoire de la République du Pérou, puisqu'il n'avait pas eu le temps de faire quoi que ce soit de mal".
Il a également été président du Club Nacional situé Plaza San Martín à Lima (de 1954 à 1957, 1965 à 1967, 1965 à 1967, 1971 à 1974 et 1979 à 1981), qu'il a défendu contre les gouvernements militaires de Manuel A. Odría, Juan Velasco Alvarado et Francisco Morales Bermúdez. 
De 1980 à 1985, il a été ambassadeur du Pérou en Espagne.
En 2001, retraité de la politique et atteint d'une cécité avancée, il est mort à Lima.

## Notes et références

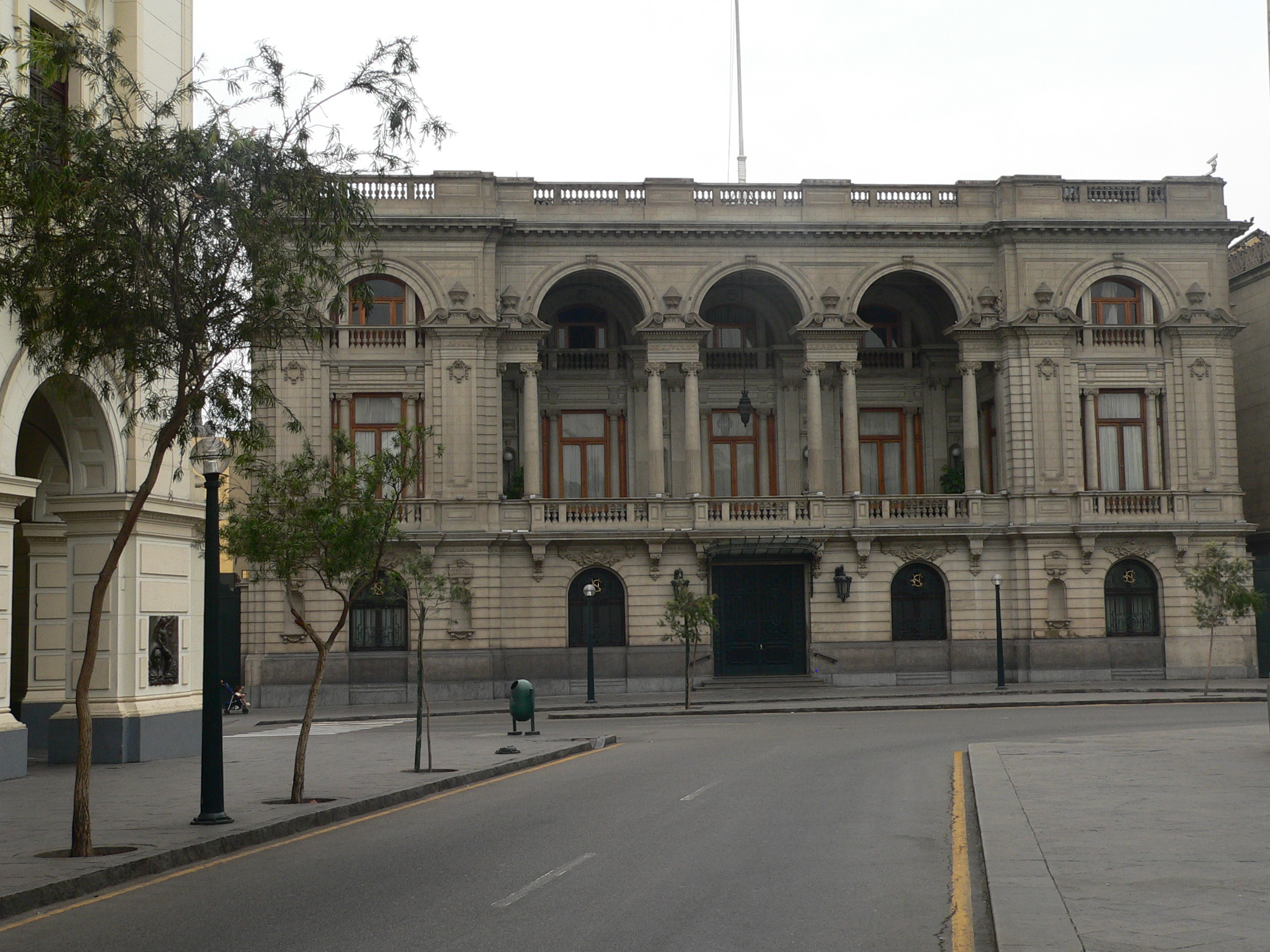
Club Nacional place San Martìn à Lima.